# Greater Los Angeles Area

Satellitenbild der Los Angeles Metropolitan Area

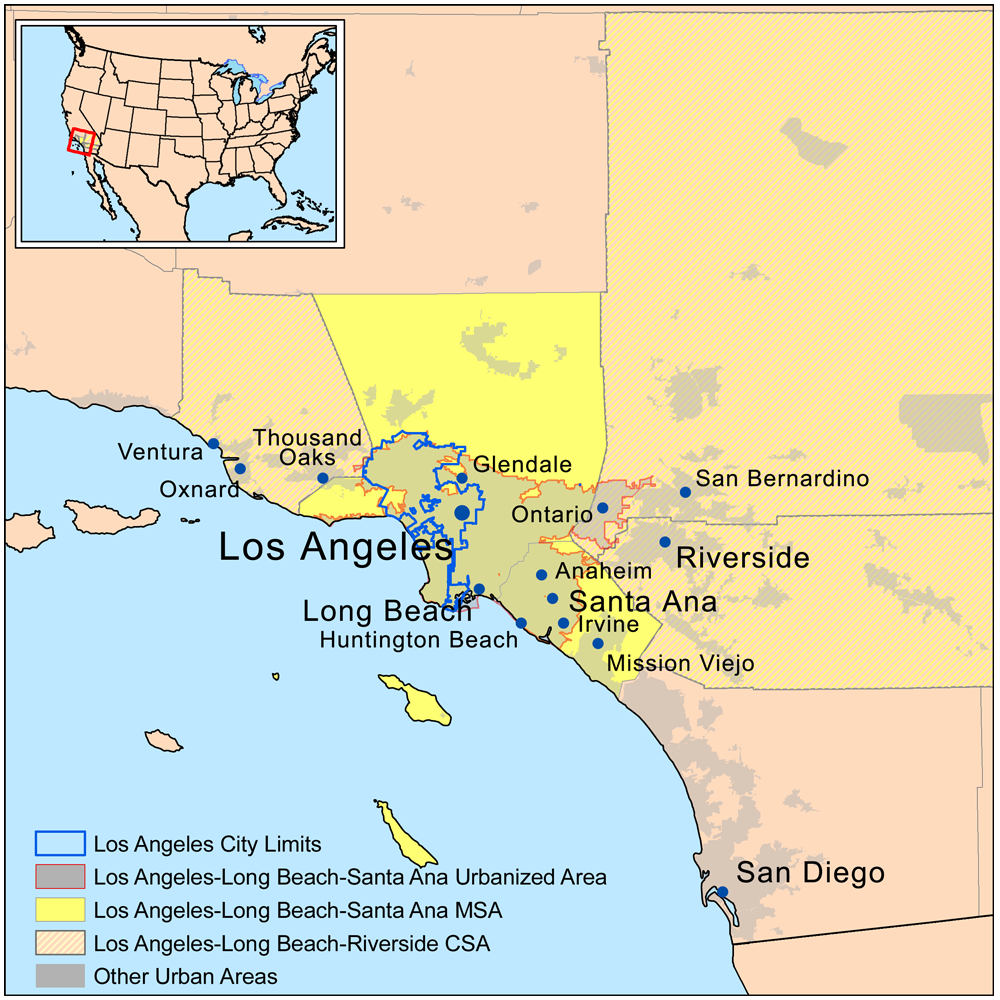
Karte der Los Angeles Metropolitan Area

Die Greater Los Angeles Area ist die Metropolregion rund um die kalifornische Millionenstadt Los Angeles. Nach der New York Metropolitan Area ist sie nach Einwohnern die zweitgrößte Metropolregion der Vereinigten Staaten und eine der größten der Welt. Sie befindet sich vollständig in Südkalifornien.

## Geographie
Die Region besteht aus drei einzelnen Metropolitan Statistical Areas (MSAs). 
- Die Los Angeles–Long Beach–Anaheim, CA Metropolitan Statistical Area[1] (oder nur Los Angeles metropolitan area genannt) umfasst das Ballungsgebiet von Los Angeles im engeren Sinne und hat eine Einwohnerzahl von 13.200.998[2] bei einer Fläche von 14.763 km2 (Stand: 2020). Das Gebiet umfasst die beiden Countys Los Angeles und Orange, die als sogenannte metropolitan divisions zusammen die metropolitan area bilden.
- Die weiter gefasste Los Angeles–Long Beach–Riverside, CA Combined Statistical Area weist sogar 18.644.680 Einwohner (Stand: 2020) auf 91.470 km2 Fläche auf. Diese Definition umfasst zusätzlich die MSA Riverside–San Bernardino–Ontario (das sogenannte Inland Empire), die aus den Countys Riverside und San Bernardino besteht, sowie die MSA Oxnard–Thousand Oaks–Ventura, die mit dem Ventura County deckungsgleich ist.

Während der Bevölkerungsschwerpunkt an der Pazifikküste liegt, wird das Hinterland vor allem von Gebirgen und der Mojave-Wüste eingenommen. Höchste Erhebung ist der San Gorgonio Mountain (3506 m) in den San Bernardino Mountains. Der tiefste Punkt befindet sich mit drei Metern über Normalnull in Wilmington am Hafen von Los Angeles. Die größten Gebirge sind die San Bernardino Mountains, die San Gabriel Mountains, San Jacinto Mountains, Santa Ana Mountains, Santa Monica Mountains und Santa Susana Mountains.

## Verkehr
Greater Los Angeles wird von mehreren Autobahnen durchzogen. Von nationaler Bedeutung sind dabei:
- I-5, die in Nord-Süd-Richtung entlang der Westküste von der mexikanischen bis zur kanadischen Grenze verläuft
- I-10 von der Pazifikküste bei Santa Monica bis Jacksonville (Florida) unweit  der Atlantikküste
- I-15 von San Diego über Las Vegas und Salt Lake City bis zur kanadischen Grenze
- I-40 von Barstow über Oklahoma City und Memphis bis Wilmington (North Carolina).

Mit dem Los Angeles International Airport befindet sich einer der größten Flughäfen der Welt in Greater Los Angeles. Weitere Flughäfen sind:
- Flughafen Los Angeles-Ontario (Ontario)
- Flughafen John Wayne (Santa Ana)
- Flughafen Hollywood Burbank (Burbank)
- Long Beach Airport (Long Beach)

## Wirtschaft
Die Metropolregion Los Angeles erbrachte 2016 eine Wirtschaftsleistung von 1,001 Billionen US-Dollar. Das BIP pro Kopf betrug 66.477 Dollar.

## Militärbasen
In der Mojave-Wüste, die einen Großteil des San Bernardino Countys einnimmt, befinden sich einige großflächige Standorte des US-Militärs. Dazu gehören die Fort Irwin Military Reservation der Army, Teile der Edwards Air Force Base (Air Force) und der Naval Air Weapons Station China Lake (Navy), sowie das Marine Corps Air Ground Combat Center Twentynine Palms und die 1999 aufgegebene Marine Corps Air Station El Toro des Marine Corps. San Clemente am südlichen Rand der Metropolregion grenzt zudem an die Marine Corps Base Camp Pendleton, Standort der 1. Marine Expeditionary Force und der meisten ihr unterstellten Verbände.